# 小行星6700
小行星6700（英語：6700 Kubisova）是一颗围绕太阳公转的小行星。1988年1月12日，茲丹卡·瓦弗洛娃在克列特发现了此天体。
这颗小行星的绝对星等为5.22030等。